# Župnija Sveti Peter na Kronski gori
Župnija Sveti Peter na Kronski gori je rimskokatoliška teritorialna župnija Dekanije Dravograd - Mežiška dolina Koroškega naddekanata, ki je del Nadškofije Maribor.
Župnijska cerkev je Cerkev svetega Petra.